# Cotton (série de jeux vidéo)

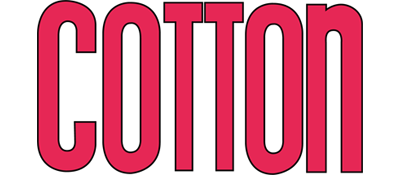
Logo de la série de jeux vidéo COTTON.

Pour les articles homonymes, voir Cotton.
 Cotton (コットン) est une série de jeux vidéo de type shoot 'em up multi-plateformes développé par Success. Originellement sortie en arcade en 1989, la série a été ensuite portée sur les consoles de salon. Cotton est le nom de l’héroïne de la série, une jeune sorcière.

## Titres de la série
- Cotton: Fantastic Night Dreams (1989, Arcade)
- Märchen Adventure Cotton 100% (1994, Super Nintendo)
- Panorama Cotton (1994, MegaDrive)
- Cotton 2: Magical Night Dreams (1997, Sega Saturn)
- Cotton Boomerang: Magical Night Dreams (1998, Sega Saturn)
- Rainbow Cotton  (1999, Dreamcast)
- Magical Pachinko Cotton Jikki Simulation (2003, PlayStation 2)
- Cotton Reboot!: Fantastic Night Dreams (2021)
- Cotton Fantasy: Superlative Night Dreams (2021)